# Bettina Bunge
Bettina Bunge (* 13. Juni 1963 in Adliswil in der Schweiz) ist eine ehemalige deutsche Tennisspielerin.
Der sportinteressierten Öffentlichkeit wurde sie vor allem durch ihre Einsätze im Fed Cup bekannt. Dort spielte sie in den 1980er Jahren mit Claudia Kohde-Kilsch, Sylvia Hanika, Eva Pfaff, Claudia Porwik und Steffi Graf in einem der stärksten deutschen Teams (ihre Bilanz: 27 Siege in 36 Partien). Heute ist Bettina Bunge im Sportmarketing tätig.

## Karriere
Die blonde Rechtshänderin wurde als Tochter eines deutschen Geschäftsmanns in der Schweiz geboren. Sie wuchs in Peru auf, wo sie mit 13 Jahren die nationalen Meisterschaften gewann. Bald darauf zog sie nach Miami. Sie spricht daher fließend Englisch, Deutsch und Spanisch.
Bunge, als deren große Stärke ihr Ballgefühl galt, spielte 1978 ihr erstes Profijahr. Im Juni 1982 erreichte sie mit Platz 6 ihre beste Platzierung in der Einzelweltrangliste. Im Einzel gewann sie 1982 die German Open, die Turniere in Houston und Tokio sowie 1983 das WTA-Turnier von Oakland. Im Doppel gewann sie 1986 den Titel in Tokio zusammen mit Steffi Graf und 1987 an der Seite von Manuela Maleeva die Belgian Open.
Im Federation Cup spielte sie von 1980 bis 1983 und erneut von 1985 und 1987. Ihre Bilanz bei 23 Team-Einsätzen weist 16 Siege bei drei Niederlagen im Einzel sowie 11:6 Siege im Doppel aus.
Aufgrund von vielen Verletzungen blieb Bettina Bunge eine ganz große Karriere verwehrt. Zwischen Mitte November 1987 und April 1989 musste sie wegen zweier Eingriffe (an der Patellasehne und am Fuß), wegen eines Ohrenleidens und einer Schleimbeutelentzündung pausieren. Aufgrund der langen Abwesenheit wurde sie zwischenzeitlich nicht mehr in der Weltrangliste geführt. 1989 beendete sie ihre Profikarriere.

## Turniersiege

### Einzel
| Nr. | Datum              | Turnier | Kategorie | Belag           | Finalgegnerin  | Ergebnis      |
| --- | ------------------ | ------- | --------- | --------------- | -------------- | ------------- |
| 1.  | 21. Februar 1982   | Houston | WTA       | Teppich (Halle) | Pam Shriver    | 6:2, 3:6, 6:2 |
| 2.  | 23. Mai 1982       | Berlin  | WTA       | Sand            | Kathy Rinaldi  | 6:2, 6:2      |
| 3.  | 19. September 1982 | Tokio   | WTA       | Teppich (Halle) | Barbara Potter | 7:6, 6:2      |
| 4.  | 27. Februar 1983   | Oakland | WTA       | Teppich         | Sylvia Hanika  | 6:3, 6:3      |

### Doppel
| Nr. | Datum              | Turnier      | Kategorie   | Belag           | Partnerin            | Finalgegnerinnen                         | Ergebnis      |
| --- | ------------------ | ------------ | ----------- | --------------- | -------------------- | ---------------------------------------- | ------------- |
| 1.  | 10. Juli 1983      | Hittfeld     | WTA         | Sand            | Claudia Kohde-Kilsch | Ivanna Madruga-Osses Catherine Tanvier   | 7:5, 6:4      |
| 2.  | 17. Juli 1983      | Freiburg     | ITF $25.000 | Sand            | Eva Pfaff            | Ivanna Madruga-Osses Emilse Raponi Longo | 6:1, 6:2      |
| 3.  | 14. September 1986 | Tokio        | WTA         | Teppich (Halle) | Steffi Graf          | Katerina Maleewa Manuela Maleewa         | 6:1, 6:7, 6:2 |
| 4.  | 12. Juli 1987      | Knokke-Heist | WTA         | Sand            | Manuela Maleewa      | Kathy Horvath Marcella Mesker            | 4:6, 6:4, 6:4 |

## Abschneiden bei Grand-Slam-Turnieren

### Einzel
| Turnier         | 1978 | 1979 | 1980 | 1981 | 1982 | 1983 | 1984 | 1985 | 1986  | 1987 | Karriere |
| --------------- | ---- | ---- | ---- | ---- | ---- | ---- | ---- | ---- | ----- | ---- | -------- |
| Australian Open | —    | —    | 1    | AF   | —    | —    | 2    | 1    | n. a. | —    | AF       |
| French Open     | —    | AF   | AF   | AF   | 2    | 2    | 3    | 3    | 2     | —    | AF       |
| Wimbledon       | —    | 2    | 3    | 2    | HF   | 1    | 3    | 3    | VF    | 3    | HF       |
| US Open         | 3    | 1    | 3    | AF   | 3    | —    | 3    | 1    | 2     | AF   | AF       |

Zeichenerklärung: S = Turniersieg; F, HF, VF, AF = Einzug ins Finale / Halbfinale / Viertelfinale / Achtelfinale; 1, 2, 3 = Ausscheiden in der 1. / 2. / 3. Hauptrunde; Q1, Q2, Q3 = Ausscheiden in der 1. / 2. / 3. Runde der Qualifikation; n. a. = nicht ausgetragen

### Doppel
| Turnier         | 1978 | 1979 | 1980 | 1981 | 1982 | 1983 | 1984 | 1985 | 1986  | 1987 | 1988 | 1989 | Karriere |
| --------------- | ---- | ---- | ---- | ---- | ---- | ---- | ---- | ---- | ----- | ---- | ---- | ---- | -------- |
| Australian Open | —    | —    | AF   | 1    | —    | —    | 1    | —    | n. a. | —    | —    | —    | AF       |
| French Open     | —    | 1    | 1    | HF   | VF   | —    | 1    | VF   | AF    | —    | —    | —    | HF       |
| Wimbledon       | —    | 2    | AF   | 1    | HF   | —    | 1    | AF   | AF    | AF   | —    | 2    | HF       |
| US Open         | 2    | 2    | AF   | VF   | HF   | —    | 1    | AF   | 1     | AF   | —    | —    | HF       |

### Mixed
| Turnier         | 1979              | 1980              | 1981              | 1982              | 1983              | 1984              | 1985              | 1986              | 1987 | Karriere |
| --------------- | ----------------- | ----------------- | ----------------- | ----------------- | ----------------- | ----------------- | ----------------- | ----------------- | ---- | -------- |
| Australian Open | nicht ausgetragen | nicht ausgetragen | nicht ausgetragen | nicht ausgetragen | nicht ausgetragen | nicht ausgetragen | nicht ausgetragen | nicht ausgetragen | —    | —        |
| French Open     | —                 | —                 | —                 | —                 | —                 | —                 | 2                 | AF                | —    | AF       |
| Wimbledon       | —                 | 2                 | HF                | VF                | —                 | —                 | —                 | HF                | —    | HF       |
| US Open         | VF                | AF                | HF                | VF                | —                 | AF                | AF                | HF                | 1    | HF       |